# داني سيغل
داني سيغل (بالإنجليزية: Danny Siegel)‏ هو محاضر وكاتب وشاعر أمريكي، ولد في 11 يوليو 1943.

## وصلات خارجية
- Official web site
- To Save a Life
- Kavod
- Mitzvah Heroes Fund
- The Good People Fund
- Arnie Draiman